# Giải cho kịch bản hay nhất (Liên hoan phim Cannes)
Giải cho kịch bản hay nhất (tiếng Pháp: Prix du scénario) là một giải của Liên hoan phim Cannes dành cho kịch bản được Ban Giám khảo bầu chọn là hay nhất. Giải này được thaàh lập từ năm 1949.
Dưới đây là danh sách các phim và những người đoạt giải:
| Năm       | Phim                                             | Tác giả                                                           |
| --------- | ------------------------------------------------ | ----------------------------------------------------------------- |
| 1949      | Lost Boundaries                                  | Alfred L. Werker                                                  |
| 1950      | không tổ chức Liên hoan phim                     |                                                                   |
| 1951      | The Browning Version                             | Terence Rattigan                                                  |
| 1952      | Guardie e ladri                                  | Piero Tellini                                                     |
| 1953-57   | không trao giải                                  |                                                                   |
| 19581     | Giovani mariti                                   | Pier Paolo Pasolini, Massimo Franciosa & Pasquale Festa Campanile |
| 1959-1962 | không trao giải                                  |                                                                   |
| 1963      | Codine                                           | Dumitru Carabat, Henri Colpi & Yves Jamiaque                      |
| 1964      | không trao giải                                  |                                                                   |
| 1965      | The 317th Platoon                                | Pierre Schoendoerffer                                             |
| 1965      | The Hill                                         | Ray Rigby                                                         |
| 1966      | không trao giải                                  |                                                                   |
| 1967      | A ciascuno il suo                                | Elio Petri                                                        |
| 1967      | Jeu de massacre                                  | Alain Jessua                                                      |
| 1968      | không tổ chức Liên hoan phim                     |                                                                   |
| 1969-1973 | không trao giải                                  |                                                                   |
| 1974      | The Sugarland Express                            | Steven Spielberg, Hal Barwood & Matthew Robbins                   |
| 1975-1979 | không trao giải                                  |                                                                   |
| 19802     | La Terrazza                                      | Furio Scarpelli, Agenore Incrocci & Ettore Scola                  |
| 1981      | Mephisto                                         | István Szabó                                                      |
| 1982      | Moonlighting                                     | Jerzy Skolimowski                                                 |
| 1983      | không trao giải                                  |                                                                   |
| 19843     | Voyage to Cythera                                | Thanassis Valtinos, Tonino Guerra & Theodoros Angelopoulos        |
| 1985-1993 | không trao giải                                  |                                                                   |
| 1994      | Grosse fatigue                                   | Michel Blanc                                                      |
| 1995      | không trao giải                                  |                                                                   |
| 1996      | Un héros très discret                            | Jacques Audiard & Alain Le Henry                                  |
| 1997      | The Ice Storm                                    | James Schamus                                                     |
| 1998      | Henry Fool                                       | Hal Hartley                                                       |
| 1999      | Moloch                                           | Aleksandr Sokurov                                                 |
| 2000      | Nurse Betty                                      | James Flamberg & John C. Richards                                 |
| 2001      | No Man's Land                                    | Danis Tanovic                                                     |
| 2002      | Sweet Sixteen                                    | Paul Laverty                                                      |
| 2003      | Les invasions barbares (The Barbarian Invasions) | Denys Arcand                                                      |
| 2004      | Look at Me                                       | Agnès Jaoui & Jean-Pierre Bacri                                   |
| 2005      | The Three Burials of Melquiades Estrada          | Guillermo Arriaga                                                 |
| 2006      | Volver (To Return)                               | Pedro Almodóvar                                                   |
| 2007      | Auf der anderen Seite (The Edge of Heaven)       | Fatih Akin                                                        |
| 2008      | Le silence de Lorna                              | Jean-Pierre & Luc Dardenne                                        |

Chú giải 1:  Tên giải năm này là Prix du scénario original (Giải cho kịch bản gốc).
Chú giải 2:  Tên giải năm này là Prix du scénario et des dialogues au Festival International du Film (Giải cho kịch bản và thoại tại Liên hoan phim Quốc tế).
Chú giải 3:  Tên giải năm này là Prix du meilleur scénario original (Giải cho kịch bản gốc hay nhất).